# Albert Preziosi
Albert Alexandre Preziosi (25. července 1915 Vezzani – 28. července 1943 Orel) byl francouzský vojenský pilot.

## Životopis

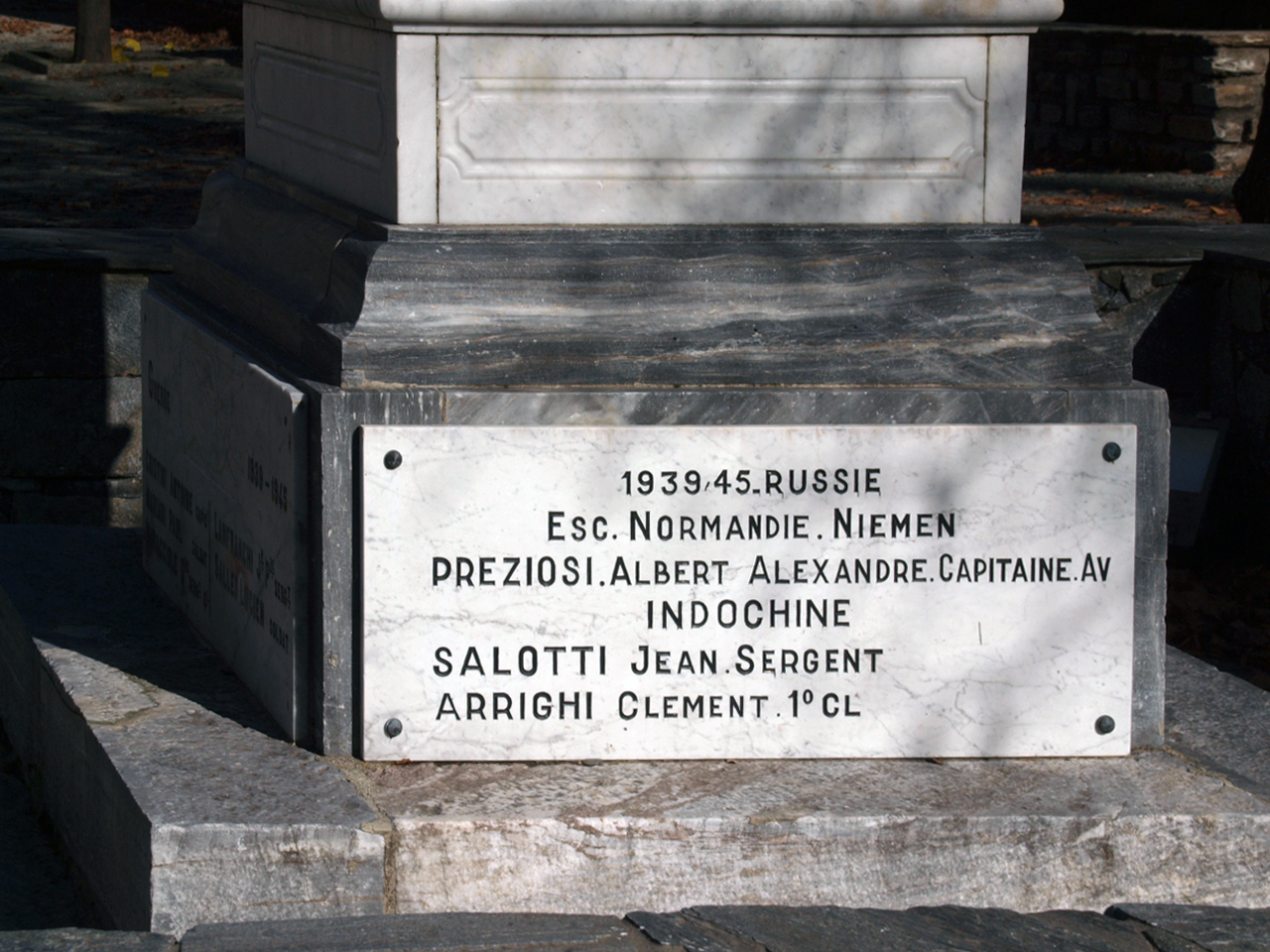
Na památníku padlým ve Vezzani.

Jako kapitán Armée de l'air a později Forces aériennes françaises libres se podílel na operacích Groupe de chasse n°1 „Alsace“ ze základen v Egyptě a Libyi. V létě 1942 se stal příslušníkem pluku Normandie-Němen (tehdy označovanému jako escadrille „Normandie“) pod velením Josepha Pouliquena, formujícímu se na libanonské základně Rayack, který je znám svým pozdějším působením na východní frontě druhé světové války.
V roce 1941, během služby v Libyi, byl po sestřelení svého Hawkeru Hurricane zachráněn beduíny. Později vznikla legenda, dle které prožil milostný románek s jednou z žen a mohl se tehdy stát biologickým otcem Muammara Kaddáfího, který se oficiálně narodil 19. června 1942 v Syrtě.
Zahynul 28. července 1943 ve vzdušném souboji v prostoru Orla v Rusku. Jeho tělo bylo urychleně a anonymně pohřbeno spolu s těly sovětských vojáků, a partyzánů, kteří zahynuli v téže oblasti bojů, a pravděpodobně spočívá na orelském vojenském hřbitově obětí Velké vlastenecké války, kam byly v letech 1944 až 1947 shromážděny pozůstatky válečných padlých.
Posmrtně byl 24. srpna 1943 Svazem sovětských socialistických republik vyznamenán Řádem vlastenecké války II. stupně.
Na jeho památku je pojmenována Letecká základna č. 126 Francouzského letectva ve Ventiseri v departementu Haute-Corse.